# 제59회 골든 글로브상
제59회 골든 글로브상은 2001년 상영된 영화 중 가장 뛰어난 영화를 수상하기 위해 2002년 1월 20일에 열린 시상식이다. 미국,캘리포니아/비버리 힐튼 호텔에서 개최되었다.

## 수상 및 후보

### 세실 B. 데밀 상
- 해리슨 포드 수상

### 작품상-드라마
- 뷰티풀 마인드 - 론 하워드 수상
- 그 남자는 거기 없었다 - 조엘 코언
- 멀홀랜드 드라이브 - 데이빗 린치
- 침실에서 - 토드 필드
- 반지의 제왕 - 반지 원정대 - 피터 잭슨

### 여우주연상-드라마
- 침실에서 - 씨씨 스페이식 수상
- 딥 엔드(영어판) - 틸다 스윈튼
- 디 아더스 - 니콜 키드먼
- 몬스터 볼 - 할리 베리
- 아이리스 - 주디 덴치

### 남우주연상-드라마
- 뷰티풀 마인드 - 러셀 크로우 수상
- 트레이닝 데이 - 덴젤 워싱턴
- 알리 - 윌 스미스
- 쉬핑 뉴스 - 케빈 스페이시
- 그 남자는 거기 없었다 - 빌리 밥 손튼

### 작품상-뮤지컬코미디
- 물랑 루즈 - 바즈 루어만 수상
- 슈렉 - 빅키 젠슨 수상
- 브리짓 존스의 일기 - 샤론 맥과이어
- 슈렉 - 앤드류 애덤슨
- 고스포드 파크 - 로버트 알트만
- 금발이 너무해 - 로버트 루케틱

### 여우주연상-뮤지컬코미디
- 물랑 루즈 - 니콜 키드먼 수상
- 브리짓 존스의 일기 - 르네 젤위거
- 판타스틱 소녀 백서 - 도라 버치
- 금발이 너무해 - 리즈 위더스푼
- 밴디트 - 케이트 블란쳇

### 남우주연상-뮤지컬코미디
- 로얄 테넌바움 - 진 핵크만 수상
- 밴디트 - 빌리 밥 손튼
- 헤드윅 - 존 카메론 미첼
- 케이트 앤 레오폴드 - 휴 잭맨
- 물랑 루즈 - 이완 맥그리거

### 여우조연상
- 뷰티풀 마인드 - 제니퍼 코넬리 수상
- 바닐라 스카이 - 카메론 디아즈
- 고스포드 파크 - 매기 스미스
- 아이리스 - 케이트 윈슬렛
- 고스포드 파크 - 헬렌 미렌
- 침실에서 - 마리사 토메이

### 남우조연상
- 아이리스 - 짐 브로드벤트 수상
- 라이프 애즈 어 하우스 - 헤이든 크리스텐슨
- 에이 아이 - 주드 로
- 판타스틱 소녀 백서 - 스티브 부세미
- 섹시 비스트 - 벤 킹슬리
- 알리 - 존 보이트

### 외국어 영화상
- 노 맨스 랜드 - 다니스 타노비치 수상
- 아멜리에 - 장-피에르 주네
- 뱃지 - 로비 핸슨
- 몬순 웨딩 - 미라 네이어
- 이 투 마마 - 알폰소 쿠아론

### 감독상
- 고스포드 파크 - 로버트 알트만 수상
- 뷰티풀 마인드 - 론 하워드
- 에이 아이 - 스티븐 스필버그
- 반지의 제왕 - 반지 원정대 - 피터 잭슨
- 멀홀랜드 드라이브 - 데이빗 린치
- 물랑 루즈 - 바즈 루어만

### 각본상
- 뷰티풀 마인드 - 아키바 골즈먼 수상
- 그 남자는 거기 없었다 - 조엘 코언
- 메멘토 - 크리스토퍼 놀란
- 고스포드 파크 - 줄리안 펠로위스
- 멀홀랜드 드라이브 - 데이빗 린치
- 그 남자는 거기 없었다 - 에단 코언

### 음악상
- 물랑 루즈 - 크레이그 암스트롱 수상
- 알리 - 리사 제라드, 피터 브룩
- 반지의 제왕 - 반지 원정대 - 하워드 쇼어
- 뷰티풀 마인드 - 제임스 호너
- 멀홀랜드 드라이브 - 안젤로 바달라멘티
- 에이 아이 - 존 윌리엄스
- 진주만 - 한스 짐머
- 쉬핑 뉴스 - 크리스토퍼 영

### 주제가상
- 케이트 앤 레오폴드 - 스팅 수상
- 반지의 제왕 - 반지 원정대 - 엔야
- 바닐라 스카이 - 폴 매카트니
- 진주만 - 다이앤 워런
- 물랑 루즈 - 데이비드 배어워드

## 같이 보기
- 제74회 아카데미상
- 제22회 골든 래즈베리상
- 제8회 미국 배우 조합상
- 제55회 영국 아카데미 영화상